# Beaufortiana
Beaufortiana är ett släkte av insekter. Beaufortiana ingår i familjen hornstritar.
Kladogram enligt Catalogue of Life:
| Beaufortiana | \| \| Beaufortiana abnormalis \| \| \| \| \| \| Beaufortiana distanti \| \| \| \| \| \| Beaufortiana viridis \| \| \| \| |
|              | \| \| Beaufortiana abnormalis \| \| \| \| \| \| Beaufortiana distanti \| \| \| \| \| \| Beaufortiana viridis \| \| \| \| |
|              | Beaufortiana abnormalis                                                                                                  |
|              | |
|              | Beaufortiana distanti |
|              | |
|              | Beaufortiana viridis |
|              | |